# Dorothea Sofia av Neuburg
Dorothea Sofia av Neuburg, född 5 juli 1670, död 15 september 1748, var en hertiginna av Parma; gift med Parmas tronföljare Odoardo Farnes (död 1693) och med sin svåger hertig Francesco av Parma.  Hon var Parmas regent mellan 1731 och 1735 för sin dotterson Karl III av Spanien. 

## Biografi

### Tidigt liv
Hon var dotter till Filip Wilhelm av Pfalz-Neuburg och Elisabet Amalia av Hessen-Darmstadt. Dorothea Sofia beskrivs som en lång blåögd blondin, ambitiös och arrogant. 
Hon gifte sig den 17 september 1690 Parmas tronföljare, Odoardo Farnese. Deras bröllop var några av de mest påkostade i Parmas historia. Under tre års äktenskap födde paret två barn: en son som dog i spädbarnsåldern, och en dotter, Elisabet Farnese, som senare blev drottning av Spanien. Odoardo Farnese dog den 6 september 1693, bara en månad efter deras sons död. Hennes före detta svåger Francesco Farnese blev då Parmas tronföljare. Dorothea Sophia valde att stanna kvar i Parma som änka snarare än att återvända till Tyskland. 

### Hertiginna av Parma
År 1694, efter att hennes sorgeår som änka var avslutat, avled hennes före detta svärfar och efterträddes av hennes döde makes halvbror Francesco Farnese. Den 7 december 1696 gifte sig Dorothea Sophia med Francesco Farnese och blev hertiginna av Parma. Beslutet att gifta sig med sin brors änka togs av Francesco Farnese själv, som inte ville förlora Dorothea Sophias hemgift i händelse av att hon gifte sig med någon annan. Paret fick inga barn. Hennes dotter Elisabet Farnese gifte sig 1714 med kungen av Spanien. 

### Regent
När Francesco Farnese avled 1727 efterträddes han av sin yngre halvbror Anton Farnese. Dorothea Sophia valde att stanna kvar i Parma. När Anton Farnese avled efter fyra års regering 1731, rådde en oklarhet kring om hans änka Henrietta Maria av Modena var gravid eller inte. I det interregnum som uppstod utsågs Dorothea Sophia till Parmas regent fram till att arvsfrågan kunde utredas. När det slutligen kunde klarläggas att Henrietta Maria inte var gravid och att Parmas Farnesedynasti hade utslocknat på manssidan övergick arvsrätten till kvinnosidan, vilket innebar att Dorothea Sophias dotter, Spaniens drottning Elisabet Farnese, ärvde Parma. Elisabet Farnese överlät arvsrätten till sin sextonåriga son prins Karl av Spanien, som därmed blev hertig av Parma. Eftersom Karl var både frånvarande i Spanien liksom i alla händelser omyndig, fick Dorothea Sophia kvarstå som regent i Karls frånvaro och under hans omyndighet. 
Efter det polska tronföljdskriget 1735 avstod Spanien hertigdömet Parma till Österrike i utbyte mot kungariket Neapel, och Karl av Spanien fick då bli kung av Neapel istället för hertig av Parma. Dorothea Sophia överlämnade då styret över Parma till Österrike och drog sig tillbaka till privatlivet. Hon stannade i Parma, där hon avled och begrovs.